# Divinités aztèques
 (septembre 2012).
- Acolnahuacatl, voir Mictlantecuhtli.
- Acxomocuil, dieu des marchands.
- Atl, voir Chalchiuhtlicue.
- Ahuiateteo, dieux des excès.
  - Macuilcozcacuauhtli, dieu des excès.
  - Macuilcuetzpalin, dieu des excès.
  - Macuilmalinalli, dieu des excès.
  - Macuiltochtli, dieu des excès.
  - Macuilxochitl, dieu des excès.
- Amimitl, voir Opochtli.
- Amoxoaque, esprits masculins des arbres.
- Atlacoya, déesse de la sécheresse.
- Acuecueyotl, voir Chalchiuhtlicue.
- Acuecucyoticihuati, voir Chalchiuhtlicue.
- Ahuic, voir Chalchiuhtlicue.
- Apozonalotl, voir Chalchiuhtlicue.
- Atlacamani, voir Chalchiuhtlicue.
- Atlatotnan, voir Coatlicue.
- Ayauh, voir Chalchiuhtlicue.
- Ayauhteotl, voir Chalchiuhtlicue.
- Camaxtli, voir Xipe-Totec.
- Camaxtle, voir Xipe-Totec.
- Centzonmimixcoa, 400 dieux des étoiles du nord.
  - Quauitlicac, dieu des étoiles du nord.
- Centzonhuitznahua, 400 des étoiles du sud.
- Centzontotochtin, 400 dieux de l'ivresse.
  - Tlilhua, dieu de l'ivresse.
  - Yiauhtecatl, dieu de l'ivresse.
  - Toltecatl, dieu de l'ivresse.
  - Tlaltecayohua, dieu de l'ivresse.
  - Izquitecatl, dieu de l'ivresse.
  - Tezcatzoncatl, dieu de l'ivresse.
  - Mayahuel, déesse de l'Agave.
  - Patecatl, dieu du Pulque.
  - Tepoztecatl, dieu de l'ivresse.
  - Papaztac, dieu de l'ivresse.
  - Totoltecatl, dieu de l'ivresse.
  - Colhuacatzincatl, dieu de l'ivresse.
- Centeotl, voir Chicomecoatl.
- Centeal, voir Centeotl.
- Centeotlcihuatl, voir Centeotl.
- Centeotltecutli, voir Cinteotl.
- Cexochitl, voir Centeotl.
- Cinteteo, dieux du maïs.
  - Iztacuhca-Cinteotl, dieu du maïs blanc.
  - Cozauhca-Cinteotl, dieu du maïs jaune.
  - Tlatlauhca-Cinteotl, dieu du maïs rouge.
  - Yayauhca-Cinteotl, dieu du maïs noir.
- Cinteteo, dieux du maïs.
- Cinteotlcihuatl, voir Centeotl.
- Cinteotltecuhtli, voir Cinteotl.
- Citlalincue, déesse des étoiles féminines (Voie lactée).
- Citlaltonac, dieu des étoiles mâles
- Citlalmina, voir Citlalicue.
- Citlaxonecuilli, voir Ursa Major.
- Citlaltlachtli, voir Orio.
- Citlalcolotl, voir Scorpio.
- Citlalozomahtli, voir Cepheus, Ursa Minor et Draco.
- Citlalmiquiztli, voir Sagittarius et Corona Australis.
- Citlalhuitzitzilin, voir Columba et Lepus.
- Citlalmazatl, voir Eridanus et Fornax.
- Citlaltlachtli, voir Gemini.
- Citlalolli, voir Leo.
- Citlalcuetzpalli, voir Andromeda et Pegasus.
- Citlaltecpatl, voir Piscis Austrinus et Grus.
- Citlalxonecuilli, voir Auriga et Perseus.
- Cipactonal, dieu du jour.
- Cihuateteo, esprits féminins incarnées.
- Civatateo, Cihuateteo.
- Cihuacohuatl, voir Cihuacoatl.
- Cihuateotl, voir Coatlicue.
- Cihuacoatl, déesse de l'accouchement et moissonneur d'âmes.
- Cinteotl, dieu du maïs.
- Cinteohuatl, voir Centeotl.
- Cintecutli, voir Cinteotl.
- Cuecaltzin, voir Xiuhtecuhtli.
- Chalchiutotolin, dieu des maladies.
- Chalchiuhtlicue, déesse de l'eau, des lacs, des rivières, des mers, des cours d'eau, des eaux horizontales, des tempêtes et baptême.
- Chalchihcueye, voir Chalchiuhtlicue.
- Chimalma, déesse de la fertilité, patronne de la vie et de la mort, guide de la renaissance.
- Chalmecateuctli, voir Mictlantecuhtli.
- Chalmecacihuatl, voir Mictecacihuatl.
- Chicahualizteotl, voir Ixtlilton.
- Chicomecoatl, déesse de l'agriculture.
- Chiutcoatl, voir Chicomecoatl.
- Coatlicue, déesse de la fertilité, patronne de la vie et de la mort, guide de la renaissance.
- Coatlantonan, voir Coatlicue.
- Coyolxauhqui, déesse de la Lune.
- Cozauhca-Cinteotl, dieu du maïs jaune.
- Ehecatl, dieu du vent. Ehecatl est souvent confondu avec le Quetzalcóatl et appelé « Quetzalcoatl-Ehecatl ».
- Ehecacoamixtli, voir Ehecatotontli.
- Ehecatotontli, dieux des vents.
  - Mictlanpachecatl, dieu du vent du nord.
  - Cihuatecayotl, dieu du vent d'ouest.
  - Tlalocayotl, dieu du vent d'est.
  - Vitztlampaehecatl, dieu du vent du sud.
- Huitzilopochtli, dieu de la volonté, patron de la guerre, le feu, le soleil, le Seigneur du Sud.
- Huitzilincuatec, voir Cihuacoatl.
- Huehuecoyotl, dieu de la vieillesse.
- Huehueteotl, voir Xiuhtecuhtli.
- Huehuetiliztli, voir Xiuhtecuhtli.
- Huixtocihuatl, déesse du sel.
- Icnopiltzin, voir Centeotl.
- Icozauqui, voir Cipactonal.
- Ilancueitl, voir Cihuacoatl.
- Ilamatecutli, voir Cihuacoatl.
- Itzpapalotltotec, dieu du sacrifice.
- Itzpapalotlcihuatl, déesse du sacrifice.
- Inaquizcaotl, voir Huitzilopochtli.
- Ixtlilton, dieu de la médecine.
- Ixtlilxochitl, voir Ixtlilton.
- Ixcozauhqui, voir Xiuhtecuhtli.
- Ixcuiname, déesses de l'érotisme.
- Tiacapan, déesse de la passion sexuelle.
- Teicu, déesse de l'appétit sexuel.
- Tlaco, déesse du désir sexuel.
- Xocotzin, déesse de la libido sexuelle.
- Ixcuinan, voir Tlazolteotl.
- Ixcuina, voir Tlazolteotl.
- Ixquimilli, voir Tlahuizcalpantecuhtli.
- Ipalnemohuani, voir Ometeotl.
- Iztauhqui-Tezcatlipoca, voir Quetzalcóatl.
- Iztaccenteotl, voir Centeotl.
- Iztacoliuhqui, voir Tlahuizcalpantecuhtli.
- Koatlikueitl, voir Coatlicue.
- Nanahuatl, voir Tonatiuh.
- Necocyaotl, dieu de la discorde.
- Nexoxcho, déesse de la peur.
- Nextepehua, dieu des cendres.
- Nonoalco, voir Tlaloc.
- Nonohualco, voir Tlaloc.
- Macuiltonaleque, voir Ahuiateteo.
- Macuilxochitl, voir Xochipilli.
- Malinalxochitl, déesse ou sorcière des serpents, des scorpions et des insectes du désert.
- Mayahuel, déesse de l'Agave.
- Matlalcueye, voir Chalchiuhtlicue.
- Metztli, déesse de la lune.
- Mextli, voir Huitzilopochtli.
- Mezitl, voir Huitzilopochtli.
- Miccapetlacalli, voir Mictecacihuatl.
- Mictlantecuhtli, dieu de la mort, le Seigneur des Enfers.
- Mictecacihuatl, déesse de la mort, la Dame des Enfers.
- Mictecacioatl, voir Mictecacihuatl.
- Mictecacihuatl, voir Mictecacihuatl.
- Mictlan, voir Mictlantecuhtli.
- Mictlantli, voir Mictlantecuhtli.
- Mictlancihuatl, voir Mictecacihuatl.
- Miccapetlacalli, déesse de la tombe.
- Milintoc, voir Xiuhtecuhtli.
- Mixcoatl, dieu de la guerre et de la chasse.
- Miquiztlitecuhtli, dieu de la mort.
- Miquizyaotl, voir Tezcatlipoca.
- Moyocoyan, voir Ometeotl.
- Opochtli, dieu de la pêche.
- Omacatl, voir Tezcatlipoca.
- Ometeotl, dieu de la dualité.
- Ometecuhtli, dieu de la viabilité et de la substance.
- Omecihuatl, déesse de la viabilité et de la substance.
- Omeyotl, voir Ometeotl.
- Ometeoltloque, voir Ometeotl.
- Omiteotl-Inaquizcaotl, voir Huitzilopochtli.
- Oxipe, voir Xipe-Totec.
- Oxomo, déesse de la nuit.
- Oxomoco, voir Oxomo.
- Piltzintecuhtli, dieu des temporels.
- Patecatl, dieu du Pulque.
- Painal, messager de Huitzilopochtli.
- Painalton, voir Painal.
- Paynal, voir Painal.
- Paynalton, voir Painal.
- Quilaztli, voir Cihuacoatl.
- Quetzalcóatl, dieu de la sagesse, de la vie, des connaissances, étoile du matin, fertilité, patron des vents et de la lumière, le Seigneur de l'Ouest.
- Quetzalcoatl-Ehecatl, voir Quetzalcóatl.
- Tecciztecatl, voir Metztli.
- Techimaltini, voir Tezcatlipoca.
- Teicu, voir Tlazolteotl.
- Temazcalteci, déesse de la maternité.
- Temazkaltezi, voir Temazcalteci.
- Teteoinnan, voir Coatlicue.
- Tetevinan, voir Coatlicue.
- Tetzauhteotl, voir Huitzilopochtli.
- Tetzahuitl, voir Huitzilopochtli.
- Teteucxipe, voir Xipe-Totec.
- Teonexquimilli, voir Tezcatlipoca.
- Teotlale, dieu des deserts.
- Teoyaominqui, voir Cihuacoatl.
- Teoyaotlatohua, voir Cihuacoatl.
- Teoyaomqui, voir Cihuacoatl.
- Teoxonecuilli, voir Tezcatlipoca.
- Tepeyolotli, voir Tepeyollotl.
- Tepeyollotl, dieu de la montagne.
- Tezcatlipoca, dieu de la providence, de la matière et l'invisible, souverain de la nuit, grand ours, l'impalpable, l'ubiquité et du crépuscule, le Seigneur du Nord.
- Tezcatzoncatl, dieu de l'ivresse.
- Tetzauhcihuatl, voir Tzitzimime.
- Tezauhcihuame, voir Tzitzimime.
- Tiacapan, voir Tlazolteotl.
- Tianquiztli, déesses des Pléiades.
- Titlacauan, voir Tezcatlipoca.
- Tititl, voir Cihuacoatl.
- Tlatlauhquicenteotl, voir Centeotl.
- Tlatlauhqui-Tezcatlipoca, voir Xipe-Totec.
- Tlatlauhcatezcatlipoca, voir Xipe-Totec.
- Tlaloccantecutli, voir Tlaloc.
- Tlaloctlamacazqui, voir Tlaloc.
- Tlalli-iyollo, voir Temazcalteci.
- Tlaliyolo, voir Temazcalteci.
- Tlaltetecuin, voir Ixtlilton.
- Tlacaxipehualiztli, voir Xipe-Totec.
- Tlaco, voir Tlazolteotl.
- Tlacotzontli, dieu du chemin du jour.
- Tlatlauhca-Cinteotl, dieu du maïs rouge.
- Tlazolteotl, déesse de la luxure et des méfaits sexuels.
- Tlazolcuani, voir Tlazolteotl.
- Tlaculteotl, voir Tlazolteotl.
- Tlaltecuhtli, dieu de la terre.
- Tlalcihuatl, déesse de la terre.
- Tlahuizcalpantecuhtli, dieu de l'aube (Venus).
- Tlaloc, dieu du rayon, de la pluie et des séismes.
- Tlaloques, dieux des gouttes.
- Tlaloquetotontli, déesse des cours d'eau.
- Tlacanexquimilli, voir Tezcatlipoca.
- Tlacatecolotl, voir Tezcatlipoca.
- Tlalchitonatiuh, voir Mictlantecuhtli.
- Tlalocayotl, dieu de vent de l'Est.
- Tlanempopoloa, voir Tezcatlipoca.
- Tliltecuhtli, voir Tezcatlipoca.
- Tloquenahuaque, voir Ometeotl.
- Tloque, voir Ometeotl.
- Tloque-Nahuaque, voir Ometeotl.
- Tlaque-Nahuaque, voir Ometeotl.
- Tloxipeuhca, dieu du orfèvre et de la lapidaire.
- Tonatiuh, dieu du soleil.
- Tonalleque, esprits masculins incarnées, les messagers de la Mictlan.
- Toci, voir Temazcalteci.
- Tocitzin, voir Temazcalteci.
- Tocicuahuill, voir Temazcalteci.
- Tolotzin, dieu des matlatzincas.
- Tonacatecuhtli, dieu de la nourriture.
- Tonacacihuatl, déesse de la nourriture.
- Tonacajoha, voir Centeotl.
- Tonacayohua, voir Centeotl.
- Tonantzin, voir Coatlicue.
- Tzapotlatena, déesse de la nature.
- Tzitzimime, esprits stellaires.
  - Iztacuhca-Tzitzimime, esprits stellaires blancs.
  - Tlatlauhca-Tzitzimime, esprits stellaires rouges.
  - Cozauhca-Tzitzimime, esprits stellaires jaunes.
  - Xoxouhca-Tzitzimime, esprits stellaires blues.
- Tzinteotl, voir Centeotl.
- Tzontemoc, voir Mictlantecuhtli.
- Uitzilopochtli, voir Huitzilopochtli.
- Viveteutl, voir Xiuhtecuhtli.
- Xalxitlikue, voir Chalchiuhtlicue.
- Xantico, déesse du feu volcanique.
- Xipe-Totec, dieu de la force, le patron de la guerre, de l'agriculture, de la végétation, des maladies, des saisons, de la renaissance, de la chasse, des métiers et du printemps, le Seigneur de l'Est.
- Xilonen, voir Chicomecoatl.
- Xilonemin, voir Chicomecoatl.
- Xiuhteteo, voir Xiuhtotontli.
- Xiuhtotontli ou Xiuhtecuhtli, dieux des incendies.
  - Xiuhtecuhtli-Iztacuhqui, dieu du feu blanc.
  - Xiuhtecuhtli-Tlatlauhqui, dieu du feu rouge.
  - Xiuhtecuhtli-Cozauhqui, dieu du feu jaune.
  - Xiuhtecuhtli-Xoxoauhqui, dieu du feu bleu.
- Xixiquipilihui, voir Chalchiuhtlicue.
- Xiuhtototl, voir Xiuhtecuhtli.
- Xoaltecuhtli, dieu du rêve.
- Xochipilli, dieu de l'amour, art, jeux, beauté, danse, fleurs, maïs, fertilité et chanson.
- Xochiquetzal, déesse de la fertilité, beauté, puissance sexuelle féminine, protection des jeunes mères, la grossesse, l'accouchement et l'artisanat féminin.
- Xochiquetzalli: voir Xochiquetzal.
- Xochcua, dieu de la déforestation.
- Xochitlicue, déesse de la fertilité, patronne de la vie et de la mort, guide de la renaissance.
- Xocotzin, voir Tlazolteotl.
- Xolotl, dieu de la tombée du jour.
- Xoxouhquicenteotl, voir Centeotl.
- Xucotzin, voir Tlazolteotl.
- Yacatecuhtli, dieu du commerce, du troc et des commerçants.
- Ybebeyoban, voir Xiuhtecuhtli.
- Yoalticitl, déesse des berceaux.
- Yayauhqui-Tezcatlipoca, voir Tezcatlipoca.
- Yaotl, voir Tezcatlipoca.
- Yaocihuatl, voir Cihuacoatl.
- Yaotecuhtli, voir Huitzilopochtli.
- Yaotzin, voir Huitzilopochtli.
- Yoaltecuhtli, voir Tezcatlipoca.
- Yoalehecatl, voir Tezcatlipoca.
- Yoaltizitl, voir Temazcalteci.
- Yohualli, voir Ometeotl.
- Yxcocauhqui, voir Xiuhtecuhtli.
- Zacatzontli, dieu du chemin de la nuit.
- Ziuateotl, voir Temazcalteci.